# 馬納索塔 (佛羅里達州)
馬納索塔（英語：Manasota）是位於美國佛羅里達州薩拉索塔縣的一個非建制地區。該地的面積和人口皆未知。

## 地理
馬納索塔的座標為27°00′55″N 82°24′09″W / 27.01528°N 82.40250°W，而該地的平均海拔高度為3米（即10英尺）。